# Cáterin
Se denomina cáterin o catering (del inglés catering)  al servicio de alimentación institucional o alimentación colectiva que provee una cantidad determinada de comida y bebida en fiestas, eventos y presentaciones de diversa índole. 
En algunos casos los salones de fiestas u hoteles y empresas del rubro proveen este servicio junto al alquiler de sus instalaciones; en otros casos, hay empresas especializadas para elaborar y trasladar los alimentos al sitio que disponga el cliente. En el servicio se puede incluir desde la propia comida, la bebida, la mantelería y los cubiertos hasta el servicio de cocineros, camareros y personal de limpieza posterior al evento.[cita requerida]
Tanto en las reuniones importantes del mundo empresarial como en las presentaciones de espectáculos o en las vernissages de las exposiciones plásticas, se recurre al servicio de catering para agasajar a los invitados.[cita requerida]

## Cateringpara eventos

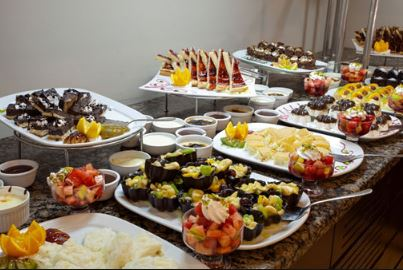
Servicio de catering

Cualquier evento donde existe un personal encargado de servir comida, bebida o cualquier entremés, se considera un evento catering.
La tendencia es hacia la completa satisfacción del cliente con la comida como punto focal. Con la atmósfera adecuada, un profesional experto en eventos catering puede hacer que un evento se convierta en una ocasión especial y memorable. Una comida excelentemente preparada de por sí puede apelar a los sentidos del gusto, el olfato y la vista —incluso el tacto—, pero la decoración y el ambiente perfectamente conjugados pueden ser la clave del éxito.
Al realizar un presupuesto o una propuesta de servicio, un evento de catering puede incluir los siguientes elementos:
- Consideraciones generales: deben tomarse en cuenta las necesidades específicas del cliente, ya sean de índole dietética o religiosa. Por ejemplo: halal, kosher, vegetarianos y veganos, además de requerimientos por alergias a determinados alimentos. Adicionalmente, los clientes cada día se muestran más interesados en la sostenibilidad y la inocuidad de los alimentos.

- Aperitivo (hors d'oeuvre): deben asegurarse si se van a pasar o se ofrecerán de forma estacionaria. La mayoría de los proveedores de catering concuerdan que es apropiado pasar tres o cuatro variedades de canapés una hora antes de la comida.

- Servicios de alquiler: puede incluir mesas, sillas, pista de baile, plantas, utensilios de mesa (vajilla, cubiertos, cristalería, mantelería, posavasos e individuales), cristalería de bar, recipientes para servir, saleros, pimienteros, etc. Debe establecerse si el servicio incluye la colocación de sillas y mesas, y si se van a recoger al finalizar el evento. La mayoría de las empresas no incluyen la instalación y desmontaje en el precio del alquiler.

- Personal de servicio: varían de un proveedor a otro, pero por lo general, un evento deberá tener un líder/capitán/gerente del evento, un chef, un ayudante de cocina (sous chef), meseros y un barman. El personal para una cena a la carta es generalmente mayor al que se utiliza en una cena tipo bufé. Entre otras cosas, para una cena a la carta se necesita el doble de la vajilla, y se sirven un mínimo de tres rondas de alimentos, más una de café. En pocas palabras, hay mucho más trabajo. Para hacerlo correctamente, se requiere más o menos de un 10 hasta un 50 % más de personal. En un gran evento, esto puede ser considerable, especialmente si se aplican horas de sobretiempo o redobles.

- Cargos adicionales: impuesto sobre las ventas, además de cargos por servicio de iluminación, permisos por expendido de licores, permisos de bomberos, drapeados, flores, servicio de aparcacoches y guardarropa. Muchos lugares solicitan discretamente obtener una rebaja en la factura del catering. Los proveedores de estos servicios se comprometen de forma contractual a no divulgar este monto específico en sus contratos con los clientes. Por lo tanto, el servicio de catering puede costar sustancialmente de un sitio a otro. Además, las empresas a veces tienen que competir con operadores informales o ilegales. Un servicio de catering legítimo deberá tener una licencia de negocio y los permisos sanitarios correspondientes, en los cuales se muestre la dirección fiscal o de negocios.

## Presentaciones
Las presentaciones más comunes para los alimentos son las siguientes:
- Comidas servidas: son platos preparados para ser servidos a cada comensal en la mesa. Es semejante al servicio personalizado que se ofrece en los restaurantes. Puede ser un plato único o un menú completo compuesto por una entrada, sopa, plato principal y postre. Puede variar de una cena privada (4 a 6 mesas) hasta un gran banquete corporativo.
- Comida tipo bufé: es una comida con autoservicio, donde el propio comensal se sirve los alimentos. Se reserva un área del evento para tal fin, con mesas colocadas de tal forma que los comensales puedan circular con facilidad al servirse. Generalmente, está compuesto por dos o más variedades de platos por tipo, es decir, variedad de entradas, principales, ensaladas y contornos.
- Estaciones de comida: es similar a la comida tipo bufé, pero organizada formando pequeñas estaciones. En los casos formales, pueden ser clasificadas por regiones o por estilo de gastronomía. Otros más populares entre banquetes y recepciones están las mesas de queso, donde se colocan variedades de queso, panes, bollería y vino. La estación fondue, donde se colocan el fondue de queso suizo y el fondue de chocolate (oscuro o blanco) con una variedad de sumergibles, pedacitos de frutas, bizcochos, etc. Otras estaciones pueden ser de frutas y ensaladas, de cafetería, de sushi, de postres.
- Miniplatillos y pasapalos: son pequeños platos fáciles de servir y degustar, aunque laboriosos de preparar debido a su tamaño. Deben poderse comer sin cubiertos o con uno pequeño. Algunos se sirven en pequeñas cucharas orientales, minicanoas, minibrochetas, etc. Pueden ser ofrecidos por mesoneros. Están dirigidos a ambientes informales, cocteles y eventos corporativos.
- Recesos o pausa para el café (coffee break): es un término utilizado para definir los recesos de charlas, reuniones de trabajo, cursos o eventos en general, en los cuales se les brinda a los participantes, algo de bebida y pequeños aperitivos para hacer una pausa en la reunión. Estos están compuestos por sándwiches en miniatura, hojaldres, dulces, jugos, té o café, entre otros.
- Almuerzos empaquetados: son prácticos almuerzos servidos en bandejas desechables o en cajas diseñadas con ese fin. Por lo general consisten en sándwich, papas fritas, frutas y postre. También se incluye alguna bebida, como refrescos o jugos envasados. Los sándwiches pueden ser de muchas variedades, tales como jamón, pavo, atún, huevo, pollo, vegetariano y otros. Por supuesto, deben estar identificados debidamente por tipo de sándwich o agrupados para facilitar su identificación. Este tipo de almuerzo se entrega directamente en el lugar escogido por el cliente y se ofrece como comida rápida, lo que exige puntualidad y eficiencia en la entrega.